# Lautoka Football Club
Maillots
Actualités
Le Lautoka Football Club est un club de football fidjien basé à Lautoka, sur l'île de Viti Levu, aux Îles Fidji.
Créé en 1934, le Lautoka FC est l'un des membres fondateurs de la Fiji Indian Football Association, en 1938, qui deviendra la Fédération des Fidji de football en 1961.
Le club a remporté sept titres de champion des Îles Fidji et trois Coupe des Îles Fidji.

## Histoire
- 1934 : Fondation du club
- 1984 : Premier titre national, grâce à son succès en championnat
- 2009 : Première participation à la Ligue des champions de l'OFC

## Palmarès
- Ligue des champions de l'OFC : Finaliste 2018
- Championnat des Fidji : 1984, 1988, 2009, 2017, 2018,  2021, 2023
- Coupe des Fidji : 2000, 2002, 2023

## Grands joueurs
- Osea Vakatalesau